# Nakhon Pathom (Provinz)
Nakhon Pathom (Thai: จังหวัดนครปฐม, [náʔkʰɔ̄ːn pā.tʰǒm]) ist eine Provinz (Changwat) in der Zentralregion von Thailand.

## Lage
Nakhon Pathom liegt etwa 50 Kilometer westlich vom Zentrum der Landeshauptstadt Bangkok. Allerdings hat sich Bangkok bereits bis zu den Grenzen von Nakhon Pathom ausgedehnt.
Nakhon Pathom liegt in der Tiefebene des Mae Nam Chao Phraya und entwässert sich über den Mae Nam Tha Chin, einem Mündungsarm des Chao Phraya.
| Angrenzende Provinzen: | Angrenzende Provinzen:      |
| ---------------------- | --------------------------- |
| Norden                 | Suphan Buri und Ayutthaya   |
| Osten                  | Nonthaburi und Bangkok      |
| Süden                  | Samut Prakan                |
| Westen                 | Ratchaburi und Kanchanaburi |

## Klima
Das Klima ist tropisch-monsunal.

## Bevölkerung
In Nakhon Pathom leben hauptsächlich Thais. Daneben siedeln aber auch Nachkommen der von Siamesen aus Laos verschleppten Fronarbeiter, die Lao Khrang (deren Gesamtzahl in Thailand bei 53.000 liegt).

## Wirtschaft und Bedeutung

### Übersicht
Über 50 % der Fläche wird landwirtschaftlich genutzt, hauptsächlich für den Reis- und Obstanbau. Nakhon Pathom ist in Thailand bekannt für Pomelo.
Der Mindestlohn beträgt 300 Baht (etwa 6,50 Euro/Tag – Stichtag 1. April 2012).
Das „Gross Provincial Product“ (Bruttoinlandsprodukt) betrug 2009 136.699 Millionen Baht.

### Daten
Die unten stehende Tabelle zeigt den Anteil der Wirtschaftszweige am Gross Provincial Product in Prozent:
| Wirtschaftszweig | 2006 | 2007 | 2008 | 2009 |
| ---------------- | ---- | ---- | ---- | ---- |
| Landwirtschaft   | 09,7 | 09,7 | 11,1 | 12,1 |
| Berg-/Tagebau    | 00,9 | 00,9 | 01,0 | 01,1 |
| Industrie        | 59,9 | 56,3 | 53,4 | 51,8 |
| Andere           | 29,5 | 33,1 | 34,5 | 35,0 |

### Lokale Produkte
- Sweet Pomelo (ส้มโอหวาน)
- Aromatisches Kokoswasser (มะพร้าวน้ำหอม)
- Khao lam (ข้าวหลาม, [kʰâːwˑlǎːm]) – Klebreis im Bambusrohr geröstet

### Landnutzung
Für die Provinz ist die folgende Landnutzung dokumentiert:
- Waldfläche: –
- Landwirtschaftlich genutzte Fläche: 727.336 Rai (1.163,7 km²), 53,7 % der Gesamtfläche
- Nicht klassifizierte Fläche: 627.868 Rai (1004,6 km²), 46,3 % der Gesamtfläche

### Stromverbrauch
| Energieverbrauch       | Energieverbrauch | Energieverbrauch | Energieverbrauch | Energieverbrauch |
| Verbrauch              | 2006             | 2007             | 2008             | 2010             |
| ---------------------- | ---------------- | ---------------- | ---------------- | ---------------- |
| Gesamtverbrauch/GWh    | 2.985            | 3.093            | 3.115            | 3.572            |
| Verbrauch pro Kopf/kWh | 3.631,8          | 3.722,2          | 3.692,5          | 4.152,3          |

## Geschichte
Ursprünglich war Nakhon Pathom eine Stadt an der Küste des Golfs von Siam, doch änderte sich der Küstenverlauf infolge der Sedimentation durch den Chaophraya. Nachdem sich der Verlauf des Tha Chin geändert hatte und die Stadt langsam austrocknete, siedelte die Bevölkerung nach Nakhon Chaisi (oder Sirichai) um.
Historiker gehen davon aus, dass Nakhon Pathom bereits im 3. vorchristlichen Jahrhundert besiedelt wurde. Jedenfalls erfolgte die Einführung des Buddhismus nach Siam von hier aus. Der indische Herrscher Asoka sandte die beiden Mönche Phra Utara und Phra Sona hierher, um den Buddhismus in dieses „goldene Land“ (Suvarnabhumi) zu bringen. Deshalb befindet sich auch eines der weltweit größten buddhistischen Bauwerke, der große Chedi in der Stadt, der noch von König Rama IV. Mongkut angeregt wurde. Der Chedi beherbergt Reliquien Buddhas.
Während der Regierung von König Rama I. (reg. 1782–1809) führte man ein umfassendes Steuersystem ein, unter anderem auch für Alkohol. Nakhon Pathom wurde unter dem Namen Nakhon Chaisi dabei zusammen Suphan Buri und Samut Sakhon verwaltet.
In mehreren Siedlungsschüben während des 19. und frühen 20. Jahrhunderts kamen Menschen aus Kambodscha, Laos und Nord-Thailand nach Nakhon Pathom. In neuerer Zeit ziehen Menschen und Arbeitgeber aus Bangkok verstärkt nach Nakhon Pathom, um den Problemen der Hauptstadt (hohe Mieten, Dauerstaus auf den Straßen) zu entgehen.
Siehe auch: Geschichte Thailands

## Sehenswürdigkeiten

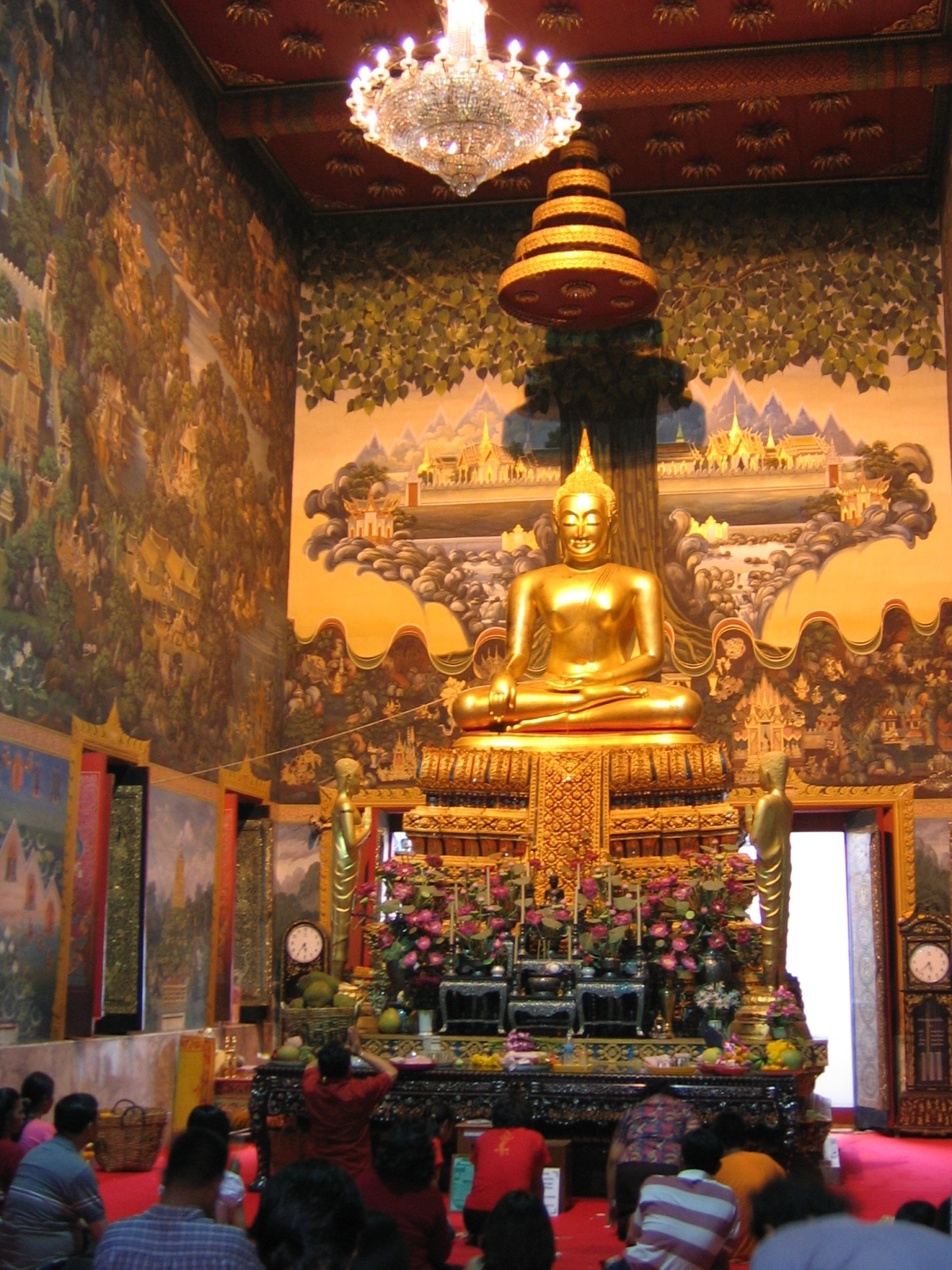
Buddha-Statue Luang Pho Wat Rai Khing im Amphoe Sam Phran

- Phutthamonthon-Park (auch Buddha Monthon geschrieben), ein „buddhistischer Park“ im gleichnamigen Distrikt.
- Sam Phran Elefanten- und Krokodilfarm – Shows mit Krokodilen und Elefanten, deren Aufzucht und Training gezeigt wird
- Rosengarten – am Ufer des Tha-Chin-Flusses ebenfalls im Amphoe Sam Phran, zeigt traditionelle siamesische Vergnügungen und Spiele, wie Hahnenkampf, Volkstänze, Schwertkämpfe und buddhistische Zeremonien
- Wat Rai Khing im Amphoe Sam Phran am Ufer des Mae Nam Chaisi (Chaisi-Fluss, anderer Name für den Tha Chin), buddhistischer Tempel (Wat) aus der Zeit von König Mongkut (Rama IV.).
- Jesada Technik Museum – Zu finden sind hier Sammlungen von alten Autos, Lastwagen und Flugzeugen[8]

## Symbole

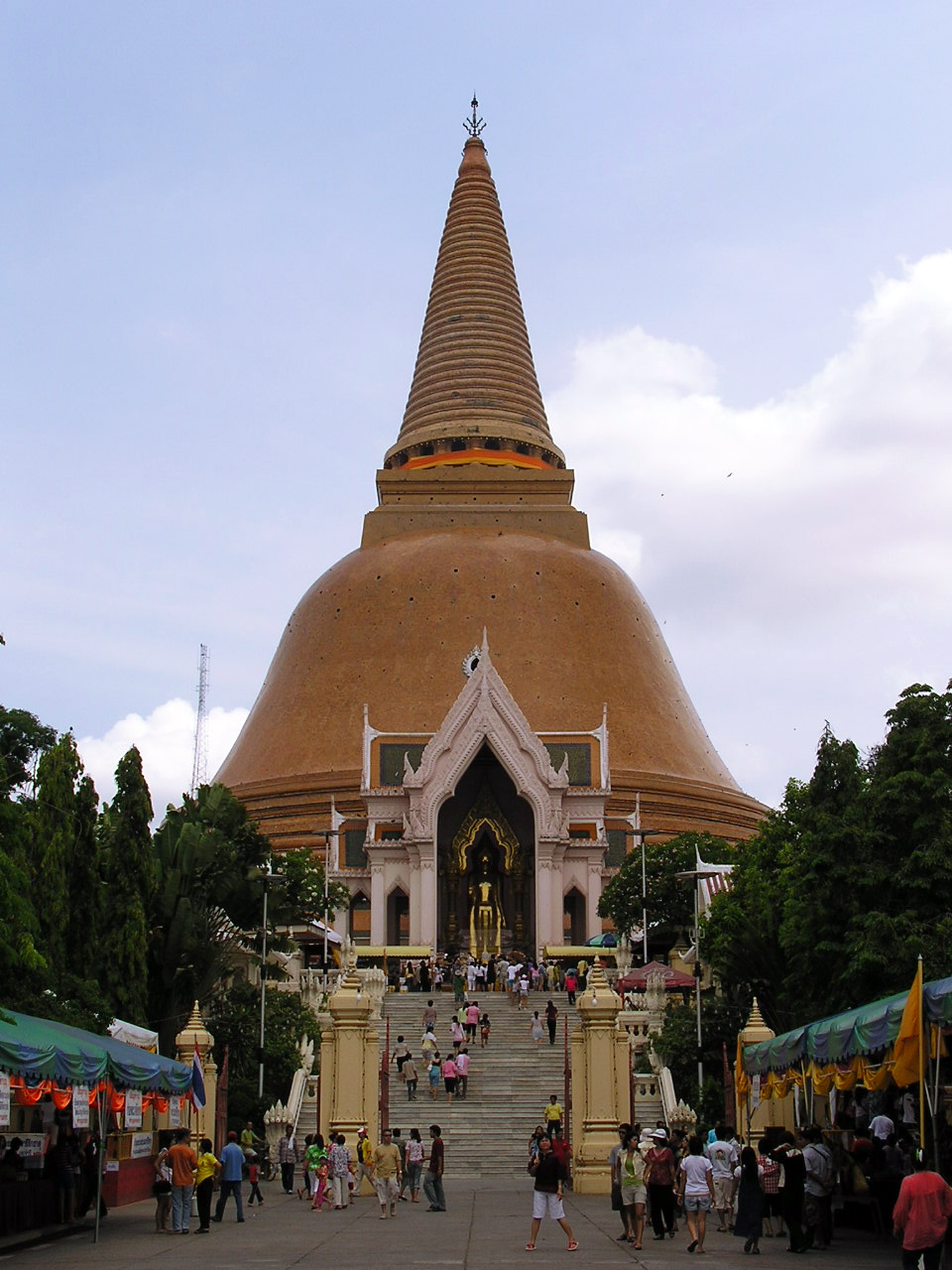
Phra Pathom Chedi, höchster buddhistischer Stupa der Welt und wichtigstes Wahrzeichen der Provinz

Das Siegel der Provinz Nakhon Pathom zeigt den Phra Pathom Chedi, der größte Chedi weltweit. Er liegt im Stadtzentrum von Nakhon Pathom. 1860 ließ König Rama IV. Mongkut die Pagode wieder errichten. Deshalb schmückt das Siegel auch die königliche Krone.
Der lokale Baum ist Diospyros decandra.
Der Wahlspruch der Provinz Nakhon Pathom lautet:
„Die Provinz der Pomelos, süß und angenehm,
Das Land mit weißem Reis,
Die einheimischen Töchter sind die schönsten,
Khao Lam, Klebreis in Bambusstöcken, ist höchst wohlschmeckend.“

## Verwaltungseinheiten

### Provinzverwaltung
Die Provinz ist in sieben Amphoe (‚Bezirke‘ oder ‚Landkreise‘) unterteilt. Diese sind weiter in 106 Tambon (‚Unterbezirke‘ oder ‚Gemeinden‘) und 930 Muban (‚Dorfgemeinschaften‘) unterteilt.
| \| Nr. \| Amphoe \| Thai \| \| --- \| --------------------------- \| --------------- \| \| 1. \| Amphoe Mueang Nakhon Pathom \| อำเภอเมืองนครปฐน \| \| 2. \| Amphoe Kamphaeng Saen \| อำเภอกำแพงแสน \| \| 3. \| Amphoe Nakhon Chai Si \| อำเภอนครชัยศรี \| \| 4. \| Amphoe Don Tum \| อำเภอดอนตูม \| \| 5. \| Amphoe Bang Len \| อำเภอบางเลน \| \| 6. \| Amphoe Sam Phran \| อำเภอสามพราน \| \| 7. \| Amphoe Phutthamonthon \| อำเภอพุทธมณฑล \| |                             |                 |
| Nr. | Amphoe                      | Thai            |
| 1. | Amphoe Mueang Nakhon Pathom | อำเภอเมืองนครปฐน |
| 2. | Amphoe Kamphaeng Saen       | อำเภอกำแพงแสน   |
| 3. | Amphoe Nakhon Chai Si       | อำเภอนครชัยศรี    |
| 4. | Amphoe Don Tum              | อำเภอดอนตูม      |
| 5. | Amphoe Bang Len             | อำเภอบางเลน     |
| 6. | Amphoe Sam Phran            | อำเภอสามพราน    |
| 7. | Amphoe Phutthamonthon       | อำเภอพุทธมณฑล    |

| Nr. | Amphoe                      | Thai            |
| --- | --------------------------- | --------------- |
| 1.  | Amphoe Mueang Nakhon Pathom | อำเภอเมืองนครปฐน |
| 2.  | Amphoe Kamphaeng Saen       | อำเภอกำแพงแสน   |
| 3.  | Amphoe Nakhon Chai Si       | อำเภอนครชัยศรี    |
| 4.  | Amphoe Don Tum              | อำเภอดอนตูม      |
| 5.  | Amphoe Bang Len             | อำเภอบางเลน     |
| 6.  | Amphoe Sam Phran            | อำเภอสามพราน    |
| 7.  | Amphoe Phutthamonthon       | อำเภอพุทธมณฑล    |

### Lokalverwaltung
Für das ganze Gebiet der Provinz besteht eine Provinz-Verwaltungsorganisation (องค์การบริหารส่วนจังหวัด, kurz อบจ., Ongkan Borihan suan Changwat; englisch Provincial Administrative Organization, PAO).
In der Provinz gibt es des Weiteren 23 Thesaban (‚Kommunen‘) – darunter eine „Großstadt“ (die Provinzhauptstadt), vier „Städte“ (Sam Phran, Rai Ching, Krathum Lom und Nakhon Pathom) sowie 18 „Kleinstädte“. Im Übrigen gibt es 93 Tambon-Verwaltungsorganisationen für die ländlichen Gebiete, die zu keiner Kommune gehören.